# Mainz-Neustadt

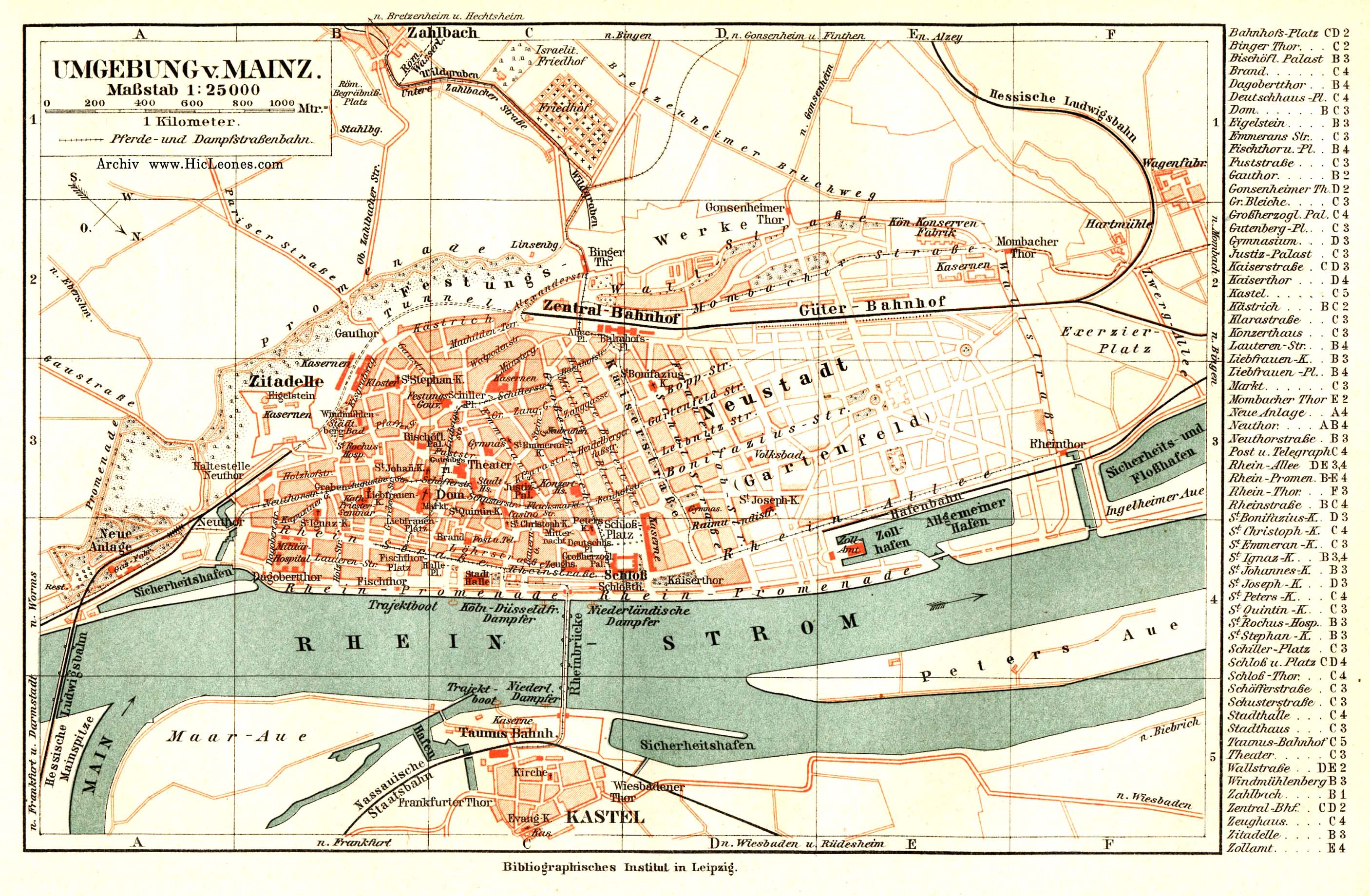
Mainz-Neustadt sur un plan de 1898

Mainz-Neustadt (en français « Mayence-Ville nouvelle ») est un quartier situé au nord-ouest la vieille ville de Mayence, à l'extérieur de la Kaiserstrasse. C'est un ensemble urbain caractérisé par de nombreuses places et rues piétonnes, des pubs et des cafés, des petits commerces, des magasins turcs et des petites entreprises artisanales. La ville nouvelle est désormais le quartier le plus peuplé de Mayence.

## Géographie
La ville nouvelle est bordée au nord-est par le Rhin avec l'île Saint-Pierre et Ingelheimer Aue. Le quartier comprend les espaces situés à nord-est de la gare centrale de Mayence. Au sud-ouest le quartier est limitrophe de Hartenberg-Münchfeld, au sud-ouest le centre historique et le quartier de Mombach à l’ouest.

## Histoire

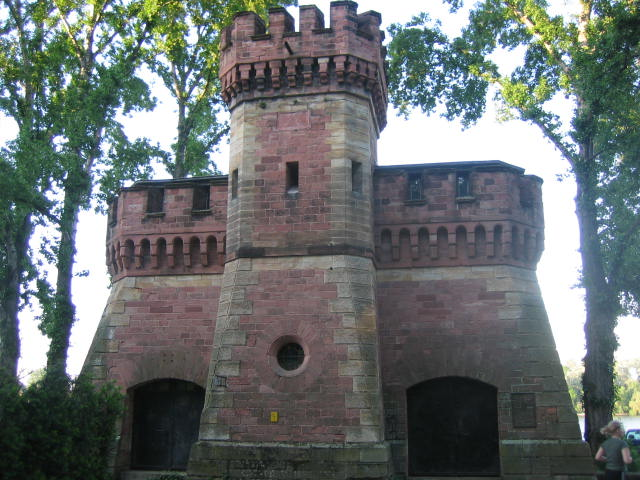
Caponnière Feldbergplatz

Les digues de protection contre les crues de la future ville nouvelle furent érigées par Eustache de Saint-Far, ordonnées par le préfet du département du Mont-Tonnerre André Jeanbon Saint André. La construction d'un pont-écluse débuta en 1807, soit dix ans après l’annexion de Mayence au Traité de Campo-Formio. 
Le quartier est créé par les Mayençais lors de la période d’annexion de l’Alsace-Moselle entre 1871 et 1919, les fortifications de Metz prenant stratégiquement le relais de la forteresse de Mayence contre la France. La ville nouvelle se distingue de l’ancienne ville qui correspond au centre historique d’architecture baroque. Il s’agissait à l’époque de bâtir un nouveau centre au caractère résolument moderne.
En 1853, la congrégation de Mayence construit une nouvelle synagogue dans la nouvelle ville. Les bâtiments étaient situés dans la Hindenburgstraße, aujourd'hui Synagogenplatz (place de la synagogue). La communauté juive de Mayence retrouve avec la synagogue Kedouscha et le centre juif, un lieu de culte, prières et d'animation dans la vieille ville SHoUM de Magenza, 72 ans après la destruction de sa synagogue principale Hauptsynagoge par les nazis en 1938.
Le quartier a été partiellement détruit (~80 %) dans les bombardements de 11-12 et 12-13 août 1942, 20 décembre 1943, automne 1944, 1er et 27 février 1945. Après la Seconde Guerre mondiale, l'architecte et urbaniste Marcel Lods travaille pour l’administration militaire française sur un plan de reconstruction du quartier, détruit à plus de 80 % par les bombardements. Désavoué dans ses idées, il retourne à Paris en 1948. La compagnie Schott AG, forcée de se réinstaller à Mayence après la guerre, a repris l'emplacement de l'ancien abattoir de Mayence entre Neustadt et Mombach.

## Lieux et monuments
- Église Saint-Joseph (Mayence)
- Pont ferroviaire Kaiserbrücke
- Nouvelle synagogue de Mayence

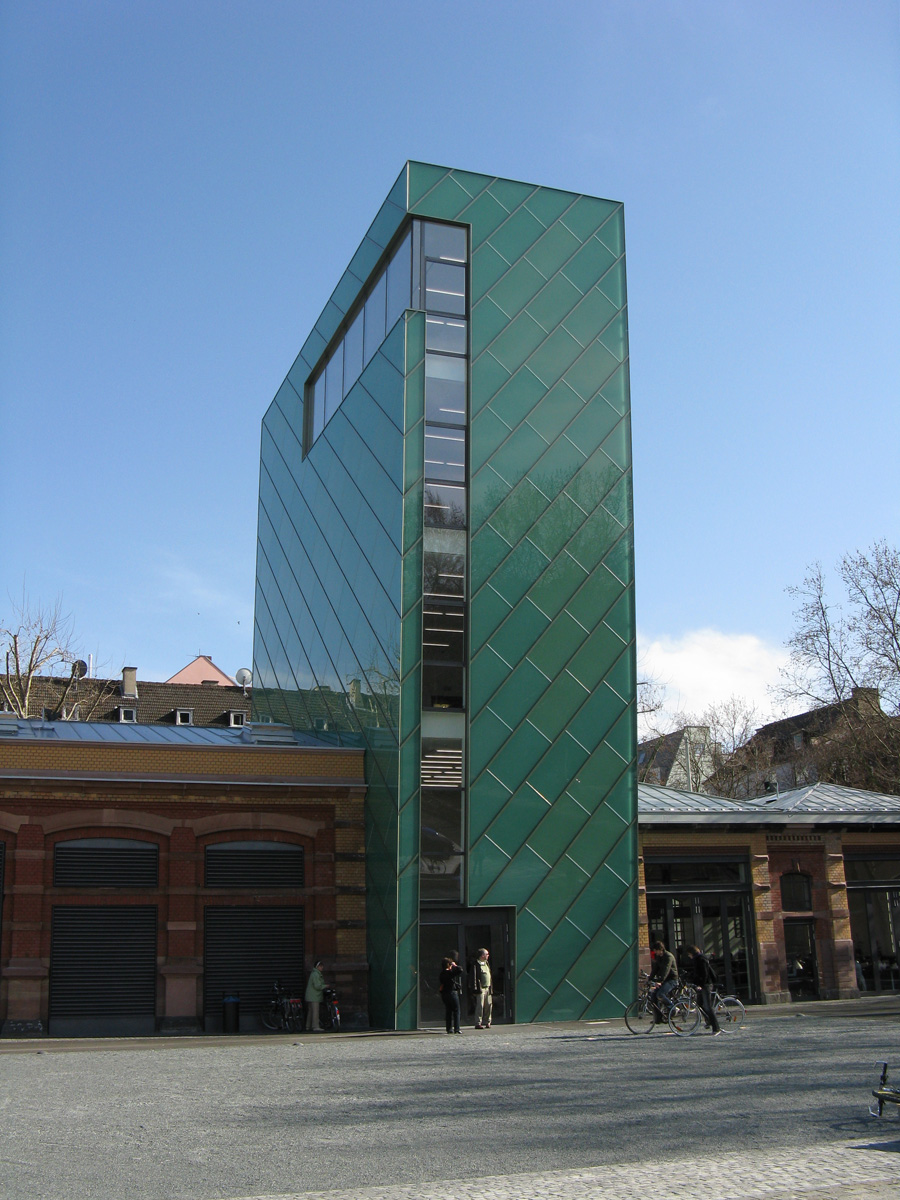
Hall des arts sur Zollhafen

- Ancien Neue Golden Ross Kaserne, Mombacher Straße
- Nouveau magasin aux vivres de Mayence sur Rheinallee
- magasins de provisions de bouche
- fabrique de conserves de Mayence (pour le militaire)[3]
- Bâtiments du port fluvial construit en 1887 (aujourd'hui converti en Kunsthalle de Mayence)
- Caponnière au Feldbergplatz
- Feldbergtor der Rheinuferbefestigung
- Mainz Hauptbahnhof
- les plus hauts gratte-ciels de Mayence : les Bonifazius-Türme
- Bâtiments de style expressionniste

### Transports
Le réseau de tramway de Mayence compte cinq lignes. Toutes les lignes passent par la gare centrale en Neustadt.
| Ligne | Parcours |
| ----- | --- |
| 50    | Hechtsheim/Bürgerhaus ↔ Hechtsheim/Mühldreieck ↔ Hechtsheim/Jägerhaus ↔ Mainz/Pariser Tor ↔ Mainz/Hauptbahnhof ↔ Mombach/Turmstraße (Haltepunkt Waggonfabrik) ↔ Gonsenheim/Kapellenstraße ↔ Finthen/Gemarkungsgrenze ↔ Finthen/Römerquelle |
| 51    | Finthen;↔ Mainz/Hauptbahnhof ↔ Hauptbahnhof West;↔ Universität;↔ Lerchenberg;↔ (depuis : 2016) |
| 52    | Hechtsheim/Am Schinnergraben ↔ Hechtsheim/Jägerhaus ↔ Mainz/Pariser Tor ↔ Mainz/Hauptbahnhof ↔ Mainz/Zahlbach ↔ Bretzenheim/Bahnstraße |
| 53    | Hechtsheim/Bürgerhaus ↔ Hechtsheim/Mühldreieck ↔ Hechtsheim/Jägerhaus ↔ Mainz/Pariser Tor ↔ Mainz/Hauptbahnhof ↔ Universität ↔ Lerchenberg '                                                                                               |
| 59    | Zollhafen ↔ Bismarckplatz ↔ Mainz Hauptbahnhof ↔ Hauptbahnhof West ↔ Universität (depuis : 2017) |